# Liste der Nummer-eins-Hits in Japan (2019)
Diese Liste der japanischen Nummer-eins-Hits enthält die Daten von 2019. Alle Angaben basieren auf den offiziellen japanischen Charts von Oricon.

## Singles
| ← 2018 ← | Liste der Nummer-eins-Hits in Japan | Liste der Nummer-eins-Hits in Japan                        | Liste der Nummer-eins-Hits in Japan                                                                 | 2020 → |
| \| Zeitraum \| Wo. ges. \| Interpret \| Titel Autor(en) \| Zusätzliche Informationen \| \| (Zeitraum, Wochen auf Platz eins, Interpret, Titel, Autor[en], zusätzliche Informationen) \| \| \| \| \| \| ----------------------------------------------------------------------------------------- \| -------- \| ---------------------------------------------------------- \| --------------------------------------------------------------------------------------------------- \| ----------------------------------------------------------------------------------------------------------------------------------------------------------------------------------------------------------------------------------------------------- \| \| 31. Dezember 2018 – 6. Januar 2019 1 Woche \| 1 \| Keisuke Kuwata & the Pin Boys 桑田 佳祐 \| Let’s Go Bowling!! レッツゴーボウリング \| Der Sänger der Southern All Stars initiierte den Kuwata Cup 2019, eine offene japanische Bowlingmeisterschaft, und liefert dazu auch den Titelsong der Veranstaltung.[1] \| \| 7. Januar 2019 – 13. Januar 2019 1 Woche \| 1 \| Aimer エメ \| I Beg You / Hanabiratachi no Māchi / Sailing I Beg You / 花びらたちのマーチ / Sailing \| In acht Jahren hat die Musikerin aus Kumamoto schon fast jede Top-Ten-Position eingenommen, aber Platz 1 erreicht sie zum ersten Mal. \| \| 14. Januar 2019 – 20. Januar 2019 1 Woche \| 1 \| V6 \| Super Powers / Right Now \| 2016 hatte das langlebige Bandprojekt nach 21 Jahren und 28 Nummer-eins-Hits eine Pause eingelegt und kehrt jetzt mit einem weiteren Charttopper zurück. \| \| 21. Januar 2019 – 27. Januar 2019 1 Woche \| 1 \| Aqours アクア \| Bokurano hashitte kita michi wa … / Next Sparkling!! 僕らの走ってきた道は … / Next Sparkling!! \| Bereits seit 2015 gibt es die 9-köpfige Idol Group aus dem Computerspielprojekt Love Live! School Idol Festival, schon mehrfach landeten die Aqours auf den Plätzen 2, 3 oder 4. Zum ersten Mal sind sie jetzt auf Platz 1. \| \| 28. Januar 2019 – 3. Februar 2019 1 Woche \| 1 \| Johnny’s West ジャニーズWEST \| Homechigirisuto / Kizu-darake no ai ホメチギリスト / 傷だらけの愛 \| Nachdem die Boygroup von Johnny’s Entertainment zuletzt dreimal Platz 2 erreichte, schaffen sie diesmal ihre sechste Nummer eins. \| \| 4. Februar 2019 – 10. Februar 2019 1 Woche \| 1 \| Kis-My-Ft2 \| Kimi o daisukida 君を大好きだ \| Mit dieser Single verlängert sich die Serie der Nummer-eins-Hits für die Boygroup seit 2011 auf 23. \| \| 11. Februar 2019 – 17. Februar 2019 1 Woche \| 1 \| STU48 \| Kaze o matsu 風を待つ \| Vor einem Jahr hatte die Idol-Group aus Setouchi ihr Chartdebüt auf Platz 1 gegeben. Auch im zweiten Anlauf geht es an die Spitze, wobei die vielköpfige Mädchengruppe doppelt so viele Singles verkaufte wie beim ersten Mal. \| \| 18. Februar 2019 – 24. Februar 2019 1 Woche \| 1 \| NMB48 \| Tokonoma seiza musume 床の間正座娘 \| Es ist die 20. Single der Idol-Girls, nur zweimal verpassten sie Platz 1. Die Serie wächst damit auf 10 Nummer-1-Platzierungen in Folge. \| \| 25. Februar 2019 – 3. März 2019 1 Woche \| 1 \| Keyakizaka46 欅坂46 \| Kuroi hitsuji 黒い羊 \| Mit der achten Single und im vierten Jahr in Folge steht das Mädchenkollektiv aus Tokyo auf Platz 1. \| \| 4. März 2019 – 10. März 2019 1 Woche \| 1 \| Kanjani8 関ジャニ∞ \| Crystal \| Zum 39. Mal und ununterbrochen seit 2006 steht die Boygroup mit ihren Singleveröffentlichungen an der Chartspitze, wobei Boygroup bei Mitgliedern im Alter zwischen 33 und 37 Jahren nicht mehr passt. \| \| 11. März 2019 – 17. März 2019 1 Woche \| 1 \| AKB48 \| Jiwaru Days ジワるDAYS \| 10 Jahre ist es her, dass die Mädchengruppe aus Akihabara in Tokyo zum ersten Mal Platz 1 belegten. Seitdem taten sie das mit jeder darauf folgenden Single, jetzt insgesamt zum 42. Mal. \| \| 18. März 2019 – 24. März 2019 1 Woche \| 1 \| Matsuri Nine 祭nine. \| Yū chō ten shūtā 有超天シューター \| Im Vorjahr hatte der Ableger von Boys and Men den ersten Nummer-eins-Hit und steht jetzt zum zweiten Mal an der Spitze. \| \| 25. März 2019 – 31. März 2019 1 Woche (insgesamt 2) \| 2 \| Hinatazaka46 日向坂46 \| Kyun キュン \| Die vierte Idol Group der Sakamichi-Serie, die mit Nogizaka46 ihren Anfang nahm, hat ihr Debüt auf Platz 1, was nur einer der drei Vorgängergruppen gelungen war. \| \| 1. April 2019 – 7. April 2019 1 Woche \| 1 \| King & Prince \| Kimi wo Matteru 君を待ってる \| Zum dritten Mal belegt das neue Sextett aus dem Haus Johnny & Associates Platz 1, noch bevor das erste Album veröffentlicht wurde. \| \| 8. April 2018 – 14. April 2018 1 Woche \| 1 \| HKT48 \| Yìzhì 意志 \| Ein Dutzend Nummer-eins-Hits in etwas mehr als 6 Jahren lautet die makellose Bilanz des AKB48-Ablegers aus Fukuoka. \| \| 15. April 2019 – 21. April 2019 1 Woche \| 1 \| Last Idol ラストアイドル \| Otona Survivor 大人サバイバー \| 2017 entstand die Girlgroup in einer Fernsehcastingshow nach südkoreanischem Vorbild,[2] jetzt hat sie ihren ersten großen Charthit. \| \| 22. April 2019 – 28. April 2019 1 Woche \| 1 \| Johnny’s West ジャニーズWEST \| Ame nochi hare アメノチハレ \| Schon zum zweiten Mal in diesem Jahr, zum siebten Mal insgesamt stehen die Jungs an der Spitze. \| \| 29. April 2019 – 5. Mai 2019 1 Woche (insgesamt 2) \| 2 \| Hinatazaka46 日向坂46 \| Kyun キュン \| Ungewöhnlich für die japanischen Charts kehrt die Single nach vier Wochen in den Top 10 in der sechsten Woche an die Chartspitze zurück. \| \| 6. Mai 2019 – 12. Mai 2019 1 Woche \| 1 \| One n’ Only \| Dark Knight \| Die sieben Jungs, drei Sänger und vier Tänzer, schlossen sich aus zwei Bands von Stardust Promotion (EBiSSH und Satori Boys) zusammen. Ein Jahr zuvor wurden sie mit I’m Swag bei YouTube bekannt und ihr erster Singlehit bringt sie auf Platz 1.[3] \| \| 13. Mai 2019 – 19. Mai 2019 1 Woche \| 1 \| Kazuya Kamenashi 亀梨和也 \| Rain \| Der singende Schauspieler, der 2001 bei KAT-TUN begonnen hatte, platziert nach 2013 erst zum zweiten Mal eine Solosingle in den Charts und steht zum zweiten Mal auf Platz 1. \| \| 20. Mai 2019 – 26. Mai 2019 1 Woche \| 1 \| Hey! Say! Jump / Ryosuke Yamada Hey! Say! Jump / 山田 涼介 \| Lucky–Unlucky / Oh! My Darling \| – \| \| 27. Mai 2019 – 2. Juni 2019 1 Woche \| 1 \| Nogizaka46 乃木坂46 \| Sing Out! \| – \| \| 3. Juni 2019 – 9. Juni 2019 1 Woche \| 1 \| V6 \| Aru Hi Negai ga Kanattanda/All for You ある日願いが叶ったんだ/All for You \| – \| \| 10. Juni 2019 – 16. Juni 2019 1 Woche \| 1 \| NEWS \| Top Gun / Love Story トップガン/Love Story \| – \| \| 17. Juni 2019 – 23. Juni 2019 1 Woche \| 1 \| Tomohisa Yamashita 山下智久 \| Change \| – \| \| 24. Juni 2019 – 30. Juni 2019 1 Woche \| 1 \| Iz One \| Buenos Aires \| – \| \| 1. Juli 2019 – 7. Juli 2019 1 Woche \| 1 \| BTS 防弾少年団 \| Lights / Boy with Luv \| – \| \| 8. Juli 2019 – 14. Juli 2019 1 Woche \| 1 \| Kis-My-Ft2 \| Hands Up \| – \| \| 15. Juli 2019 – 21. Juli 2019 1 Woche \| 1 \| Hinatazaka46 日向坂46 \| Do Re Mi So La Si Do ドレミソラシド \| – \| \| 22. Juli 2019 – 28. Juli 2019 1 Woche \| 1 \| SKE48 \| Frustration \| – \| \| 29. Juli 2019 – 4. August 2019 1 Woche \| 1 \| STU48 \| Daisuki na Hito 大好きな人 \| – \| \| 5. August 2019 – 11. August 2019 1 Woche \| 1 \| Beyooooonds \| Megane no Otokonoko / Nippon no DNA! / Go Waist 眼鏡の男の子 / ニッポンノD・N・A! / Go Waist \| – \| \| 12. August 2019 – 18. August 2019 1 Woche \| 1 \| NMB48 \| Bokō e Kaere! 母校へ帰れ! \| – \| \| 19. August 2019 – 25. August 2019 1 Woche \| 1 \| Hey! Say! Jump \| Fanfāre! ファンファーレ! \| – \| \| 26. August 2019 – 1. September 2019 1 Woche \| 1 \| King & Prince \| Koi-Wazurai コイワズライ \| – \| \| 2. September 2019 – 8. September 2019 1 Woche \| 1 \| Nogizaka46 乃木坂46 \| Yoake made Tsuyogara naku te mo ī 夜明けまで強がらなくてもいい \| – \| \| 9. September 2019 – 15. September 2019 1 Woche \| 1 \| Arashi 嵐 \| Brave \| – \| \| 16. September 2019 – 22. September 2019 1 Woche \| 1 \| AKB48 \| Sustainable サステナブル \| – \| \| 23. September 2019 – 29. September 2019 1 Woche \| 1 \| Iz One \| Vampire \| – \| \| 30. September 2019 – 6. Oktober 2019 1 Woche \| 1 \| Hinatazaka46 日向坂46 \| Konnani Suki ni Natchatte ī no? こんなに好きになっちゃっていいの? \| – \| \| 7. Oktober 2019 – 13. Oktober 2019 1 Woche \| 1 \| Johnny’s West ジャニーズWEST \| Big Shot!! \| – \| \| 14. Oktober 2019 – 20. Oktober 2019 1 Woche \| 1 \| One n’ Only \| Category / My Love \| – \| \| 21. Oktober 2019 – 27. Oktober 2019 1 Woche \| 1 \| Sexy Zone \| Kirin no ko / Honey Honey 麒麟の子 / Honey Honey \| – \| \| 4. November 2019 – 10. November 2019 1 Woche \| 1 \| =LOVE \| Zuru iyo zuru ine ズルいよ ズルいね \| Seit 2017 gibt es diese 12-köpfige weibliche Idolgruppe, nach 5 Alben mit zwei 2. und zwei 3. Plätzen gelingt ihr im 6. Anlauf der Sprung auf Platz 1. \| \| 4. November 2019 – 10. November 2019 1 Woche \| 1 \| NMB48 \| Hatsukoi shijō shugi 初恋至上主義 \| Zum dritten Mal gelingen NMB48 drei Nummer-eins-Hits in einem Jahr, Zuvor war das 2012 und 2016 der Fall. \| \| 11. November 2019 – 17. November 2019 1 Woche \| 1 \| Kis-My-Ft2 \| Edge of Days \| 2013 hatte die Gruppe aus Tokyo einmal 4 Nummer-eins-Hits in einem Jahr, zum fünften Mal gelingt ihr in diesem Jahr der 3-fach-Erfolg. Edge of Days ist ihr 25. Chartspitzenreiter. \| \| 18. November 2019 – 24. November 2019 1 Woche \| 1 \| Angerme アンジュルム \| Watashi o tsukuru no wa watashi / Zenzen okiagarenai Sunday 私を創るのは私/全然起き上がれないSUNDAY \| 2009 kam die Girlgroup erstmals in die Charts, 7 Mal kam sie auf Platz 2 und jetzt nach 10 Jahren erstmals auf Platz 1. \| \| 25. November 2019 – 1. Dezember 2019 1 Woche \| 1 \| Kanjani8 関ジャニ∞ \| Tomoyo 友よ \| Nach der Nummer 39 im Frühjahr folgt Spitzenreiter Nummer 40. \| \| 2. Dezember 2019 – 8. Dezember 2019 1 Woche \| 1 \| Kinki Kids \| Hikari no kehai 光の気配 \| Nur eine Woche, nachdem Kanjani8 gleichgezogen haben, erhöht das Duo aus Kinki auf 41 Nummer-eins-Hits. \| \| 9. Dezember 2019 – 15. Dezember 2019 1 Woche \| 1 \| Magic Prince \| Try Again \| Es ist die 9. Top-10-Single, aber nach Summer Love im Vorjahr erst die zweite Nummer 1 der Boygroup aus Tōkai. \| \| 16. Dezember 2019 – 22. Dezember 2019 1 Woche \| 1 \| Mameshiba no Taigun 豆柴の大群 \| Ri sutāto りスタート \| Die neue weibliche Idol-Gruppe aus Tokyo ging aus einer Castingshow hervor und erreichte noch im Gründungsjahr mit dem Debüt die Spitze. \| \| 23. Dezember 2019 – 29. Dezember 2019 1 Woche \| 1 \| Boys and Men \| Gattan Gotton Go! ガッタンゴットンGO! \| Zum vierten Mal in drei Jahren steht die Idol-Gruppe aus Nagoya auf Platz 1. \| \| 30. Dezember 2019 – 5. Januar 2020 1 Woche \| 1 \| Mariya Takeuchi 竹内まりや \| Inochi no Uta (Special Edition) いのちの歌(スペシャル・エディション) \| Die 64-jährige Sängerin hatte in ihrer langen Karriere zahlreiche Nummer-eins-Alben, aber das Lied ist erst ihre zweite Nummer-eins-Single, auf die sie 22 Jahre warten musste. \| |                                     |                                                            | | |
| ← 2018 |                                     |                                                            | | → 2020 → |
| Zeitraum | Wo. ges.                            | Interpret                                                  | Titel Autor(en)                                                                                     | Zusätzliche Informationen |
| (Zeitraum, Wochen auf Platz eins, Interpret, Titel, Autor[en], zusätzliche Informationen) |                                     |                                                            | | |
| 31. Dezember 2018 – 6. Januar 2019 1 Woche | 1                                   | Keisuke Kuwata & the Pin Boys 桑田 佳祐                    | Let’s Go Bowling!! レッツゴーボウリング                                                             | Der Sänger der Southern All Stars initiierte den Kuwata Cup 2019, eine offene japanische Bowlingmeisterschaft, und liefert dazu auch den Titelsong der Veranstaltung.                                                                              |
| 7. Januar 2019 – 13. Januar 2019 1 Woche | 1                                   | Aimer エメ                                                 | I Beg You / Hanabiratachi no Māchi / Sailing I Beg You / 花びらたちのマーチ / Sailing               | In acht Jahren hat die Musikerin aus Kumamoto schon fast jede Top-Ten-Position eingenommen, aber Platz 1 erreicht sie zum ersten Mal. |
| 14. Januar 2019 – 20. Januar 2019 1 Woche | 1                                   | V6                                                         | Super Powers / Right Now                                                                            | 2016 hatte das langlebige Bandprojekt nach 21 Jahren und 28 Nummer-eins-Hits eine Pause eingelegt und kehrt jetzt mit einem weiteren Charttopper zurück.                                                                                           |
| 21. Januar 2019 – 27. Januar 2019 1 Woche | 1                                   | Aqours アクア                                              | Bokurano hashitte kita michi wa … / Next Sparkling!! 僕らの走ってきた道は … / Next Sparkling!!      | Bereits seit 2015 gibt es die 9-köpfige Idol Group aus dem Computerspielprojekt Love Live! School Idol Festival, schon mehrfach landeten die Aqours auf den Plätzen 2, 3 oder 4. Zum ersten Mal sind sie jetzt auf Platz 1.                        |
| 28. Januar 2019 – 3. Februar 2019 1 Woche | 1                                   | Johnny’s West ジャニーズWEST                               | Homechigirisuto / Kizu-darake no ai ホメチギリスト / 傷だらけの愛                                   | Nachdem die Boygroup von Johnny’s Entertainment zuletzt dreimal Platz 2 erreichte, schaffen sie diesmal ihre sechste Nummer eins. |
| 4. Februar 2019 – 10. Februar 2019 1 Woche | 1                                   | Kis-My-Ft2                                                 | Kimi o daisukida 君を大好きだ                                                                       | Mit dieser Single verlängert sich die Serie der Nummer-eins-Hits für die Boygroup seit 2011 auf 23. |
| 11. Februar 2019 – 17. Februar 2019 1 Woche | 1                                   | STU48                                                      | Kaze o matsu 風を待つ                                                                               | Vor einem Jahr hatte die Idol-Group aus Setouchi ihr Chartdebüt auf Platz 1 gegeben. Auch im zweiten Anlauf geht es an die Spitze, wobei die vielköpfige Mädchengruppe doppelt so viele Singles verkaufte wie beim ersten Mal.                     |
| 18. Februar 2019 – 24. Februar 2019 1 Woche | 1                                   | NMB48                                                      | Tokonoma seiza musume 床の間正座娘                                                                  | Es ist die 20. Single der Idol-Girls, nur zweimal verpassten sie Platz 1. Die Serie wächst damit auf 10 Nummer-1-Platzierungen in Folge. |
| 25. Februar 2019 – 3. März 2019 1 Woche | 1                                   | Keyakizaka46 欅坂46                                        | Kuroi hitsuji 黒い羊                                                                                | Mit der achten Single und im vierten Jahr in Folge steht das Mädchenkollektiv aus Tokyo auf Platz 1. |
| 4. März 2019 – 10. März 2019 1 Woche | 1                                   | Kanjani8 関ジャニ∞                                         | Crystal                                                                                             | Zum 39. Mal und ununterbrochen seit 2006 steht die Boygroup mit ihren Singleveröffentlichungen an der Chartspitze, wobei Boygroup bei Mitgliedern im Alter zwischen 33 und 37 Jahren nicht mehr passt.                                             |
| 11. März 2019 – 17. März 2019 1 Woche | 1                                   | AKB48                                                      | Jiwaru Days ジワるDAYS                                                                              | 10 Jahre ist es her, dass die Mädchengruppe aus Akihabara in Tokyo zum ersten Mal Platz 1 belegten. Seitdem taten sie das mit jeder darauf folgenden Single, jetzt insgesamt zum 42. Mal.                                                          |
| 18. März 2019 – 24. März 2019 1 Woche | 1                                   | Matsuri Nine 祭nine.                                       | Yū chō ten shūtā 有超天シューター                                                                   | Im Vorjahr hatte der Ableger von Boys and Men den ersten Nummer-eins-Hit und steht jetzt zum zweiten Mal an der Spitze. |
| 25. März 2019 – 31. März 2019 1 Woche (insgesamt 2) | 2                                   | Hinatazaka46 日向坂46                                      | Kyun キュン                                                                                         | Die vierte Idol Group der Sakamichi-Serie, die mit Nogizaka46 ihren Anfang nahm, hat ihr Debüt auf Platz 1, was nur einer der drei Vorgängergruppen gelungen war.                                                                                  |
| 1. April 2019 – 7. April 2019 1 Woche | 1                                   | King & Prince                                              | Kimi wo Matteru 君を待ってる                                                                        | Zum dritten Mal belegt das neue Sextett aus dem Haus Johnny & Associates Platz 1, noch bevor das erste Album veröffentlicht wurde. |
| 8. April 2018 – 14. April 2018 1 Woche | 1                                   | HKT48                                                      | Yìzhì 意志                                                                                          | Ein Dutzend Nummer-eins-Hits in etwas mehr als 6 Jahren lautet die makellose Bilanz des AKB48-Ablegers aus Fukuoka. |
| 15. April 2019 – 21. April 2019 1 Woche | 1                                   | Last Idol ラストアイドル                                   | Otona Survivor 大人サバイバー                                                                       | 2017 entstand die Girlgroup in einer Fernsehcastingshow nach südkoreanischem Vorbild, jetzt hat sie ihren ersten großen Charthit. |
| 22. April 2019 – 28. April 2019 1 Woche | 1                                   | Johnny’s West ジャニーズWEST                               | Ame nochi hare アメノチハレ                                                                         | Schon zum zweiten Mal in diesem Jahr, zum siebten Mal insgesamt stehen die Jungs an der Spitze. |
| 29. April 2019 – 5. Mai 2019 1 Woche (insgesamt 2) | 2                                   | Hinatazaka46 日向坂46                                      | Kyun キュン                                                                                         | Ungewöhnlich für die japanischen Charts kehrt die Single nach vier Wochen in den Top 10 in der sechsten Woche an die Chartspitze zurück. |
| 6. Mai 2019 – 12. Mai 2019 1 Woche | 1                                   | One n’ Only                                                | Dark Knight                                                                                         | Die sieben Jungs, drei Sänger und vier Tänzer, schlossen sich aus zwei Bands von Stardust Promotion (EBiSSH und Satori Boys) zusammen. Ein Jahr zuvor wurden sie mit I’m Swag bei YouTube bekannt und ihr erster Singlehit bringt sie auf Platz 1. |
| 13. Mai 2019 – 19. Mai 2019 1 Woche | 1                                   | Kazuya Kamenashi 亀梨和也                                  | Rain                                                                                                | Der singende Schauspieler, der 2001 bei KAT-TUN begonnen hatte, platziert nach 2013 erst zum zweiten Mal eine Solosingle in den Charts und steht zum zweiten Mal auf Platz 1.                                                                      |
| 20. Mai 2019 – 26. Mai 2019 1 Woche | 1                                   | Hey! Say! Jump / Ryosuke Yamada Hey! Say! Jump / 山田 涼介 | Lucky–Unlucky / Oh! My Darling                                                                      | – |
| 27. Mai 2019 – 2. Juni 2019 1 Woche | 1                                   | Nogizaka46 乃木坂46                                        | Sing Out!                                                                                           | – |
| 3. Juni 2019 – 9. Juni 2019 1 Woche | 1                                   | V6                                                         | Aru Hi Negai ga Kanattanda/All for You ある日願いが叶ったんだ/All for You                           | – |
| 10. Juni 2019 – 16. Juni 2019 1 Woche | 1                                   | NEWS                                                       | Top Gun / Love Story トップガン/Love Story                                                          | – |
| 17. Juni 2019 – 23. Juni 2019 1 Woche | 1                                   | Tomohisa Yamashita 山下智久                                | Change                                                                                              | – |
| 24. Juni 2019 – 30. Juni 2019 1 Woche | 1                                   | Iz One                                                     | Buenos Aires                                                                                        | – |
| 1. Juli 2019 – 7. Juli 2019 1 Woche | 1                                   | BTS 防弾少年団                                             | Lights / Boy with Luv                                                                               | – |
| 8. Juli 2019 – 14. Juli 2019 1 Woche | 1                                   | Kis-My-Ft2                                                 | Hands Up                                                                                            | – |
| 15. Juli 2019 – 21. Juli 2019 1 Woche | 1                                   | Hinatazaka46 日向坂46                                      | Do Re Mi So La Si Do ドレミソラシド                                                                 | – |
| 22. Juli 2019 – 28. Juli 2019 1 Woche | 1                                   | SKE48                                                      | Frustration                                                                                         | – |
| 29. Juli 2019 – 4. August 2019 1 Woche | 1                                   | STU48                                                      | Daisuki na Hito 大好きな人                                                                          | – |
| 5. August 2019 – 11. August 2019 1 Woche | 1                                   | Beyooooonds                                                | Megane no Otokonoko / Nippon no DNA! / Go Waist 眼鏡の男の子 / ニッポンノD・N・A! / Go Waist        | – |
| 12. August 2019 – 18. August 2019 1 Woche | 1                                   | NMB48                                                      | Bokō e Kaere! 母校へ帰れ!                                                                           | – |
| 19. August 2019 – 25. August 2019 1 Woche | 1                                   | Hey! Say! Jump                                             | Fanfāre! ファンファーレ!                                                                            | – |
| 26. August 2019 – 1. September 2019 1 Woche | 1                                   | King & Prince                                              | Koi-Wazurai コイワズライ                                                                            | – |
| 2. September 2019 – 8. September 2019 1 Woche | 1                                   | Nogizaka46 乃木坂46                                        | Yoake made Tsuyogara naku te mo ī 夜明けまで強がらなくてもいい                                      | – |
| 9. September 2019 – 15. September 2019 1 Woche | 1                                   | Arashi 嵐                                                  | Brave                                                                                               | – |
| 16. September 2019 – 22. September 2019 1 Woche | 1                                   | AKB48                                                      | Sustainable サステナブル                                                                            | – |
| 23. September 2019 – 29. September 2019 1 Woche | 1                                   | Iz One                                                     | Vampire                                                                                             | – |
| 30. September 2019 – 6. Oktober 2019 1 Woche | 1                                   | Hinatazaka46 日向坂46                                      | Konnani Suki ni Natchatte ī no? こんなに好きになっちゃっていいの?                                   | – |
| 7. Oktober 2019 – 13. Oktober 2019 1 Woche | 1                                   | Johnny’s West ジャニーズWEST                               | Big Shot!!                                                                                          | – |
| 14. Oktober 2019 – 20. Oktober 2019 1 Woche | 1                                   | One n’ Only                                                | Category / My Love                                                                                  | – |
| 21. Oktober 2019 – 27. Oktober 2019 1 Woche | 1                                   | Sexy Zone                                                  | Kirin no ko / Honey Honey 麒麟の子 / Honey Honey                                                    | – |
| 4. November 2019 – 10. November 2019 1 Woche | 1                                   | =LOVE                                                      | Zuru iyo zuru ine ズルいよ ズルいね                                                                 | Seit 2017 gibt es diese 12-köpfige weibliche Idolgruppe, nach 5 Alben mit zwei 2. und zwei 3. Plätzen gelingt ihr im 6. Anlauf der Sprung auf Platz 1.                                                                                             |
| 4. November 2019 – 10. November 2019 1 Woche | 1                                   | NMB48                                                      | Hatsukoi shijō shugi 初恋至上主義                                                                   | Zum dritten Mal gelingen NMB48 drei Nummer-eins-Hits in einem Jahr, Zuvor war das 2012 und 2016 der Fall. |
| 11. November 2019 – 17. November 2019 1 Woche | 1                                   | Kis-My-Ft2                                                 | Edge of Days                                                                                        | 2013 hatte die Gruppe aus Tokyo einmal 4 Nummer-eins-Hits in einem Jahr, zum fünften Mal gelingt ihr in diesem Jahr der 3-fach-Erfolg. Edge of Days ist ihr 25. Chartspitzenreiter.                                                                |
| 18. November 2019 – 24. November 2019 1 Woche | 1                                   | Angerme アンジュルム                                       | Watashi o tsukuru no wa watashi / Zenzen okiagarenai Sunday 私を創るのは私/全然起き上がれないSUNDAY | 2009 kam die Girlgroup erstmals in die Charts, 7 Mal kam sie auf Platz 2 und jetzt nach 10 Jahren erstmals auf Platz 1. |
| 25. November 2019 – 1. Dezember 2019 1 Woche | 1                                   | Kanjani8 関ジャニ∞                                         | Tomoyo 友よ                                                                                         | Nach der Nummer 39 im Frühjahr folgt Spitzenreiter Nummer 40. |
| 2. Dezember 2019 – 8. Dezember 2019 1 Woche | 1                                   | Kinki Kids                                                 | Hikari no kehai 光の気配                                                                            | Nur eine Woche, nachdem Kanjani8 gleichgezogen haben, erhöht das Duo aus Kinki auf 41 Nummer-eins-Hits. |
| 9. Dezember 2019 – 15. Dezember 2019 1 Woche | 1                                   | Magic Prince                                               | Try Again                                                                                           | Es ist die 9. Top-10-Single, aber nach Summer Love im Vorjahr erst die zweite Nummer 1 der Boygroup aus Tōkai. |
| 16. Dezember 2019 – 22. Dezember 2019 1 Woche | 1                                   | Mameshiba no Taigun 豆柴の大群                             | Ri sutāto りスタート                                                                                | Die neue weibliche Idol-Gruppe aus Tokyo ging aus einer Castingshow hervor und erreichte noch im Gründungsjahr mit dem Debüt die Spitze. |
| 23. Dezember 2019 – 29. Dezember 2019 1 Woche | 1                                   | Boys and Men                                               | Gattan Gotton Go! ガッタンゴットンGO!                                                               | Zum vierten Mal in drei Jahren steht die Idol-Gruppe aus Nagoya auf Platz 1. |
| 30. Dezember 2019 – 5. Januar 2020 1 Woche | 1                                   | Mariya Takeuchi 竹内まりや                                 | Inochi no Uta (Special Edition) いのちの歌(スペシャル・エディション)                                | Die 64-jährige Sängerin hatte in ihrer langen Karriere zahlreiche Nummer-eins-Alben, aber das Lied ist erst ihre zweite Nummer-eins-Single, auf die sie 22 Jahre warten musste.                                                                    |

## Alben
| ← 2018 ← | Liste der Nummer-eins-Hits in Japan | Liste der Nummer-eins-Hits in Japan       | Liste der Nummer-eins-Hits in Japan                                                                       | 2020 → |
| \| Zeitraum \| Wo. ges. \| Interpret \| Titel \| Zusätzliche Informationen \| \| (Zeitraum, Wochen auf Platz eins, Interpret, Titel, zusätzliche Informationen) \| \| \| \| \| \| ------------------------------------------------------------------------------ \| -------- \| ----------------------------------------- \| --------------------------------------------------------------------------------------------------------- \| ----------------------------------------------------------------------------------------------------------------------------------------------------------------------------------------------------------------------------------------------------------------------------------- \| \| 17. Dezember 2018 – 13. Januar 2019 4 Wochen \| 4 \| Gen Hoshino 星野源 \| Pop Virus \| Nach seinem ersten Nummer-eins-Album Yellow Dancer dauerte es drei Jahre, bis der Musiker und Schauspieler den Erfolg wiederholen konnte. Pop Virus ist sein insgesamt fünftes Album. \| \| 14. Januar 2019 – 20. Januar 2019 1 Woche \| 1 \| Little Glee Monster \| Flava \| Im fünften Anlauf schafft es die Girlband erstmals auf Platz 1. \| \| 21. Januar 2019 – 27. Januar 2019 1 Woche \| 1 \| Seventeen \| You Made My Dawn – 6th Mini Album \| Nach zahlreichen Nummer-eins-Alben in ihrer Heimat gelingt dem Boygroup-Projekt aus Südkorea diesmal auch in Japan der Sprung an die Chartspitze. \| \| 28. Januar 2019 – 3. Februar 2019 1 Woche \| 1 \| Got7 \| I Won’t Let You Go \| Das dritte Nummer-eins-Debüt in Folge betrifft zum zweiten Mal hintereinander eine südkoreanische Boygroup. Die 7 Jungs hatten seit 2014 schon 9 Nummer-eins-Platzierungen zuhause und nun erstmals auch in Japan. \| \| 4. Februar 2019 – 10. Februar 2019 1 Woche \| 1 \| Nissy \| Nissy Entertainment 5th Anniversary – Best \| Takahiro Nishijima ist Sänger von AAA und nebenbei auch noch erfolgreicher Schauspieler. Seit 2014 veröffentlichte er als Nissy solo neun Singles und zwei Alben und ist mit diesem Best-of erstmals auf Platz 1. \| \| 11. Februar 2019 – 17. Februar 2019 1 Woche \| 1 \| One Ok Rock \| Eye of the Storm \| Zum dritten Mal in Folge – jeweils im Abstand von 2 Jahren – schafft es die vierköpfige J-Rock-Band an die Chartspitze. Und zum zweiten Mal kam das Album auch in Deutschland in die Charts. \| \| 18. Februar 2019 – 24. Februar 2019 1 Woche \| 1 \| News \| Worldista \| Die Vorzeigeband von Johnny & Associates verlängert ihr Abonnement auf Platz 1 auf 10 Alben seit 2005. \| \| 25. Februar 2019 – 3. März 2019 1 Woche \| 1 \| Sekai no Owari \| Lip \| Vier Jahre brauchte die Popband aus Tokyo, bis sie nach dem ersten Nummer-eins-Album wieder etwas veröffentlichten. Dafür gab es gleich zwei Alben: Lip belegt Platz 1 und Eye Platz 2. \| \| 4. März 2019 – 10. März 2019 1 Woche \| 1 \| Twice \| #Twice2 \| Die südkoreanische Girlgroup hatte im Vorjahr ihren Durchbruch in Japan mit zwei Nummer-eins-Singles und zwei -Alben. \| \| 11. März 2019 – 17. März 2019 1 Woche \| 1 \| Sexy Zone \| Pages \| Mit dem siebten Album in acht Jahren steht die fünfköpfige Boygroup aus Tokyo an der Chartspitze. \| \| 18. März 2019 – 24. März 2019 1 Woche \| 1 \| Morning Musume ’19 モーニング娘。’19 \| Best! Morning Musume 20th Anniversary ベスト!モーニング娘。 20th Anniversary \| In 20 Jahren hatte das Mädchenprojekt zahlreiche Nummer-1-Singles, aber jahrelang kein Nummer-eins-Album. Nach 2001 ist es ihr zweites Best-of-Album und insgesamt ihr fünftes Album auf Platz 1. \| \| 25. März 2019 – 7. April 2019 2 Wochen \| 2 \| Back Number \| Magic \| Zum zweiten Mal nach 2015 schafft es das Rocktrio auf Platz 1. \| \| 8. April 2019 – 14. April 2019 1 Woche \| 1 \| Jejung ジェジュン \| Flawless Love \| Dreimal war er schon in den Top 10, diesmal schafft der Südkoreaner es erstmals auch in Japan auf Platz 1 der Albumcharts. \| \| 15. April 2019 – 21. April 2019 1 Woche \| 1 \| Nogizaka46 乃木坂46 \| Ima ga Omoide ni Naru Made 今が思い出になるまで \| Im fünften Jahr in Folge hat die Girlgroup ein Nummer-eins-Album. \| \| 22. April 2019 – 28. April 2019 1 Woche \| 1 \| Kis-My-Ft2 \| Free Hugs! \| Diese Boyband bringt es bereits auf eine Serie von acht Nummer-eins-Alben in acht aufeinander folgenden Jahren. \| \| 29. April 2019 – 5. Mai 2019 1 Woche \| 1 \| Twice \| Fancy You: 7th Mini Album \| Kurz nach ihrer Kompilation erreicht auch eine EP mit neuen Songs Platz 1, erstmals waren die Südkoreanerinnen damit in Japan besser platziert als in der Heimat, wo sie nur Platz 2 erreichten. \| \| 6. Mai 2019 – 12. Mai 2019 1 Woche \| 1 \| (Verschiedene Interpreten) \| Utamonogatari 2 – Monogatari Series Theme Songs Compilation Album 歌物語2 -〈物語〉シリーズ主題歌集- \| Nach 2016 führt zum zweiten Mal ein Album mit Musik aus der Anime-Serie Monogatari die japanischen Charts an. \| \| 13. Mai 2019 – 19. Mai 2019 1 Woche \| 1 \| Momoiro Clover Z ももいろクローバーZ \| Momoiro Clover Z \| Im 3-Jahres-Rhythmus bringt die Girlgroup Studioalben heraus und seit 2013 erreichen sie die Chartspitze. Zusammen mit dem Best-of-Album vom Vorjahr ist es ihre vierte Nummer-eins-Platzierung. \| \| 20. Mai 2019 – 26. Mai 2019 1 Woche \| 1 \| Ballistik Boyz from Exile Tribe \| Ballistik Boyz \| – \| \| 27. Mai 2019 – 2. Juni 2019 1 Woche \| 1 \| B’z \| New Love \| – \| \| 3. Juni 2019 – 9. Juni 2019 1 Woche \| 1 \| Aiko \| Aiko no Uta aikoの詩。 \| – \| \| 10. Juni 2019 – 16. Juni 2019 1 Woche \| 1 \| Zutomayo ずっと真夜中でいいのに。 \| Ima wa ima de chikai wa emi de 今は今で誓いは笑みで \| – \| \| 17. Juni 2019 – 23. Juni 2019 1 Woche \| 1 \| King & Prince \| King & Prince \| – \| \| 24. Juni 2019 – 30. Juni 2019 1 Woche (insgesamt 4) \| 4 \| Arashi 嵐 \| 5×20 All the Best!! 1999–2019 \| – \| \| 1. Juli 2019 – 7. Juli 2019 1 Woche \| 1 \| Sutopuri すとぷり \| Strawberry Love! すとろべりーらぶっ! \| – \| \| 8. Juli 2019 – 14. Juli 2019 1 Woche \| 1 \| Bump of Chicken \| Aurora Arc \| – \| \| 15. Juli 2019 – 28. Juli 2019 2 Wochen (insgesamt 4) \| 4 \| Arashi 嵐 \| 5×20 All the Best!! 1999–2019 \| – \| \| 29. Juli 2019 – 4. August 2019 1 Woche \| 1 \| KAT-TUN \| Ignite \| – \| \| 5. August 2019 – 11. August 2019 1 Woche \| 1 \| 26-ji no Masquerade 26時のマスカレイド \| Churu Sama! ちゅるサマ! \| – \| \| 12. August 2019 – 18. August 2019 1 Woche \| 1 \| Endrecheri \| Naralien \| – \| \| 19. August 2019 – 25. August 2019 1 Woche (insgesamt 4) \| 4 \| Arashi 嵐 \| 5×20 All the Best!! 1999–2019 \| – \| \| 26. August 2019 – 1. September 2019 1 Woche \| 1 \| Taemin テミン \| Famous \| – \| \| 2. September 2019 – 8. September 2019 1 Woche \| 1 \| Eikichi Yazawa 矢沢永吉 \| Itsuka, sono hi ga Kuru hi made … いつか、その日が来る日まで... \| – \| \| 9. September 2019 – 15. September 2019 1 Woche \| 1 \| Mariya Takeuchi 竹内まりや \| Turntable \| – \| \| 16. September 2019 – 22. September 2019 1 Woche \| 1 \| Perfume \| “P³” – The Best \| – \| \| 23. September 2019 – 29. September 2019 1 Woche \| 1 \| Jaejoong ジェジュン \| Love Covers \| – \| \| 30. September 2019 – 6. Oktober 2019 1 Woche \| 1 \| Seventeen \| An Ode: Seventeen Vol. 3 \| – \| \| 7. Oktober 2019 – 13. Oktober 2019 1 Woche \| 1 \| Official Hige Dandism Official髭男dism \| Traveler \| – \| \| 14. Oktober 2019 – 20. Oktober 2019 1 Woche \| 1 \| Tōhōshinki 東方神起 \| XV \| Die römische XV steht für die 15-jährige Bandgeschichte des südkoreanischen Duos. In Japan bringen es die beiden mit dem Album auf 7 Nummer-eins-Platzierungen in Folge. \| \| 21. Oktober 2019 – 27. Oktober 2019 1 Woche \| 1 \| Wanima \| Cominatcha!! \| Nach 2018 landet die japanische Punkband zum zweiten Mal auf Platz 1. \| \| 28. Oktober 2019 – 3. November 2019 1 Woche \| 1 \| Hey! Say! Jump \| Parade \| Im zehnten Jahr ist es das achte Topalbum der Boygroup aus Tokyo. \| \| 4. November 2019 – 10. November 2019 1 Woche \| 1 \| Syu Kurusu (Hiro Shimono) 来栖翔 (下野紘) \| Uta no Prince-sama: Solo Best Album: „Sweet Kiss“ うたの☆プリンスさまっ♪ソロベストアルバム 「Sweet Kiss」 \| Syu Kurusu ist eine Figur aus dem Otome Game Uta no Prince-sama, ein Videospiel um eine Idolgruppe. Hiro Shimono leiht ihr die Stimme. Eine Reihe von Alben hatte es schon in die Charts gebracht, das Best-of der Soloauftritte von Syu Kurusu schaffte es als erstes auf Platz 1. \| \| 11. November 2019 – 17. November 2019 1 Woche \| 1 \| Sheena Ringo 椎名林檎 \| Nyūton no Ringo ニュートンの林檎 \| Die letzten Nummer-1-Platzierungen der vielseitigen Musikerin lagen im vorhergehenden Jahrzehnt, mit diesem Best-of-Album erreicht sie ihre 6. Spitzenposition. \| \| 18. November 2019 – 24. November 2019 1 Woche \| 1 \| Twice \| &Twice \| Auch mit ihrem zweiten japanischen Studioalbum nach BDZ (2018) erreicht die Girlgroup aus Südkorea Platz 1. Zum siebten Mal stehen sie in Japan an der Spitze. \| \| 25. November 2019 – 1. Dezember 2019 1 Woche \| 1 \| Bad Ass Temple \| Bad Ass Temple Funky Sounds \| Die fünfte Band aus dem Musikprojekt Hypnosis Mic: Division Rap Battle (inklusive Manga, Anime und Videospiel) kam erst 2019 dazu und brachte ihr Debüt gleich auf Position 1 der Charts. \| \| 2. Dezember 2019 – 8. Dezember 2019 1 Woche \| 1 \| Uverworld \| Unser \| Im zwölften Anlauf schafft es die Rockband aus Kusatsu schließlich an die Spitze, nachdem sie sich 7 Mal mit Platz 2 begnügen mussten. \| \| 12. Dezember 2019 – 15. Dezember 2019 1 Woche \| 1 \| Ryo Nishikido 錦戸亮 \| Nomad \| Nach vielen Erfolgen als Mitglied von News und Kanjani8 war der Sänger schon sehr erfolgreich und auch mit seinem ersten Soloalbum steht er wieder ganz vorne. \| \| 16. Dezember 2019 – 22. Dezember 2019 1 Woche \| 1 \| (Verschiedene Interpreten) \| Fate Song Material \| Das Album enthält Songs aus mehreren Animes, die nach der Fate-Serie von Spielehersteller Type-Moon entstanden sind. \| \| 23. Dezember 2019 – 30. Dezember 2019 1 Woche \| 1 \| Buster Bros \| Buster Bros!!! – Before the 2nd D.R.B. \| Nach den Neulingen Bad Ass Temple holt auch eine der ursprünglichen vier Gruppen des Musikprojekts Hypnosis Mic: Division Rap Battle die Spitzenposition. \| \| 31. Dezember 2019 – 5. Januar 2020 1 Woche \| 1 \| Shingo Katori 香取慎吾 \| 20200101 \| Nach dem Ende der Boygroup SMAP 2016 widmete sich der Sänger aus Yokohama anderen Projekten, bevor er sein musikalisches Solodebüt vorlegte. \| |                                     |                                           | | |
| ← 2018 |                                     |                                           | | → 2020 → |
| Zeitraum | Wo. ges.                            | Interpret                                 | Titel | Zusätzliche Informationen |
| (Zeitraum, Wochen auf Platz eins, Interpret, Titel, zusätzliche Informationen) |                                     |                                           | | |
| 17. Dezember 2018 – 13. Januar 2019 4 Wochen | 4                                   | Gen Hoshino 星野源                        | Pop Virus                                                                                                 | Nach seinem ersten Nummer-eins-Album Yellow Dancer dauerte es drei Jahre, bis der Musiker und Schauspieler den Erfolg wiederholen konnte. Pop Virus ist sein insgesamt fünftes Album.                                                                                               |
| 14. Januar 2019 – 20. Januar 2019 1 Woche | 1                                   | Little Glee Monster                       | Flava | Im fünften Anlauf schafft es die Girlband erstmals auf Platz 1. |
| 21. Januar 2019 – 27. Januar 2019 1 Woche | 1                                   | Seventeen                                 | You Made My Dawn – 6th Mini Album                                                                         | Nach zahlreichen Nummer-eins-Alben in ihrer Heimat gelingt dem Boygroup-Projekt aus Südkorea diesmal auch in Japan der Sprung an die Chartspitze. |
| 28. Januar 2019 – 3. Februar 2019 1 Woche | 1                                   | Got7                                      | I Won’t Let You Go                                                                                        | Das dritte Nummer-eins-Debüt in Folge betrifft zum zweiten Mal hintereinander eine südkoreanische Boygroup. Die 7 Jungs hatten seit 2014 schon 9 Nummer-eins-Platzierungen zuhause und nun erstmals auch in Japan.                                                                  |
| 4. Februar 2019 – 10. Februar 2019 1 Woche | 1                                   | Nissy                                     | Nissy Entertainment 5th Anniversary – Best                                                                | Takahiro Nishijima ist Sänger von AAA und nebenbei auch noch erfolgreicher Schauspieler. Seit 2014 veröffentlichte er als Nissy solo neun Singles und zwei Alben und ist mit diesem Best-of erstmals auf Platz 1.                                                                   |
| 11. Februar 2019 – 17. Februar 2019 1 Woche | 1                                   | One Ok Rock                               | Eye of the Storm                                                                                          | Zum dritten Mal in Folge – jeweils im Abstand von 2 Jahren – schafft es die vierköpfige J-Rock-Band an die Chartspitze. Und zum zweiten Mal kam das Album auch in Deutschland in die Charts.                                                                                        |
| 18. Februar 2019 – 24. Februar 2019 1 Woche | 1                                   | News                                      | Worldista                                                                                                 | Die Vorzeigeband von Johnny & Associates verlängert ihr Abonnement auf Platz 1 auf 10 Alben seit 2005. |
| 25. Februar 2019 – 3. März 2019 1 Woche | 1                                   | Sekai no Owari                            | Lip | Vier Jahre brauchte die Popband aus Tokyo, bis sie nach dem ersten Nummer-eins-Album wieder etwas veröffentlichten. Dafür gab es gleich zwei Alben: Lip belegt Platz 1 und Eye Platz 2.                                                                                             |
| 4. März 2019 – 10. März 2019 1 Woche | 1                                   | Twice                                     | #Twice2                                                                                                   | Die südkoreanische Girlgroup hatte im Vorjahr ihren Durchbruch in Japan mit zwei Nummer-eins-Singles und zwei -Alben. |
| 11. März 2019 – 17. März 2019 1 Woche | 1                                   | Sexy Zone                                 | Pages | Mit dem siebten Album in acht Jahren steht die fünfköpfige Boygroup aus Tokyo an der Chartspitze. |
| 18. März 2019 – 24. März 2019 1 Woche | 1                                   | Morning Musume ’19 モーニング娘。’19      | Best! Morning Musume 20th Anniversary ベスト!モーニング娘。 20th Anniversary                              | In 20 Jahren hatte das Mädchenprojekt zahlreiche Nummer-1-Singles, aber jahrelang kein Nummer-eins-Album. Nach 2001 ist es ihr zweites Best-of-Album und insgesamt ihr fünftes Album auf Platz 1.                                                                                   |
| 25. März 2019 – 7. April 2019 2 Wochen | 2                                   | Back Number                               | Magic | Zum zweiten Mal nach 2015 schafft es das Rocktrio auf Platz 1. |
| 8. April 2019 – 14. April 2019 1 Woche | 1                                   | Jejung ジェジュン                         | Flawless Love                                                                                             | Dreimal war er schon in den Top 10, diesmal schafft der Südkoreaner es erstmals auch in Japan auf Platz 1 der Albumcharts. |
| 15. April 2019 – 21. April 2019 1 Woche | 1                                   | Nogizaka46 乃木坂46                       | Ima ga Omoide ni Naru Made 今が思い出になるまで                                                           | Im fünften Jahr in Folge hat die Girlgroup ein Nummer-eins-Album. |
| 22. April 2019 – 28. April 2019 1 Woche | 1                                   | Kis-My-Ft2                                | Free Hugs!                                                                                                | Diese Boyband bringt es bereits auf eine Serie von acht Nummer-eins-Alben in acht aufeinander folgenden Jahren. |
| 29. April 2019 – 5. Mai 2019 1 Woche | 1                                   | Twice                                     | Fancy You: 7th Mini Album                                                                                 | Kurz nach ihrer Kompilation erreicht auch eine EP mit neuen Songs Platz 1, erstmals waren die Südkoreanerinnen damit in Japan besser platziert als in der Heimat, wo sie nur Platz 2 erreichten.                                                                                    |
| 6. Mai 2019 – 12. Mai 2019 1 Woche | 1                                   | (Verschiedene Interpreten)                | Utamonogatari 2 – Monogatari Series Theme Songs Compilation Album 歌物語2 -〈物語〉シリーズ主題歌集-      | Nach 2016 führt zum zweiten Mal ein Album mit Musik aus der Anime-Serie Monogatari die japanischen Charts an. |
| 13. Mai 2019 – 19. Mai 2019 1 Woche | 1                                   | Momoiro Clover Z ももいろクローバーZ      | Momoiro Clover Z                                                                                          | Im 3-Jahres-Rhythmus bringt die Girlgroup Studioalben heraus und seit 2013 erreichen sie die Chartspitze. Zusammen mit dem Best-of-Album vom Vorjahr ist es ihre vierte Nummer-eins-Platzierung.                                                                                    |
| 20. Mai 2019 – 26. Mai 2019 1 Woche | 1                                   | Ballistik Boyz from Exile Tribe           | Ballistik Boyz                                                                                            | – |
| 27. Mai 2019 – 2. Juni 2019 1 Woche | 1                                   | B’z                                       | New Love                                                                                                  | – |
| 3. Juni 2019 – 9. Juni 2019 1 Woche | 1                                   | Aiko                                      | Aiko no Uta aikoの詩。                                                                                    | – |
| 10. Juni 2019 – 16. Juni 2019 1 Woche | 1                                   | Zutomayo ずっと真夜中でいいのに。         | Ima wa ima de chikai wa emi de 今は今で誓いは笑みで                                                       | – |
| 17. Juni 2019 – 23. Juni 2019 1 Woche | 1                                   | King & Prince                             | King & Prince                                                                                             | – |
| 24. Juni 2019 – 30. Juni 2019 1 Woche (insgesamt 4) | 4                                   | Arashi 嵐                                 | 5×20 All the Best!! 1999–2019                                                                             | – |
| 1. Juli 2019 – 7. Juli 2019 1 Woche | 1                                   | Sutopuri すとぷり                         | Strawberry Love! すとろべりーらぶっ!                                                                      | – |
| 8. Juli 2019 – 14. Juli 2019 1 Woche | 1                                   | Bump of Chicken                           | Aurora Arc                                                                                                | – |
| 15. Juli 2019 – 28. Juli 2019 2 Wochen (insgesamt 4) | 4                                   | Arashi 嵐                                 | 5×20 All the Best!! 1999–2019                                                                             | – |
| 29. Juli 2019 – 4. August 2019 1 Woche | 1                                   | KAT-TUN                                   | Ignite | – |
| 5. August 2019 – 11. August 2019 1 Woche | 1                                   | 26-ji no Masquerade 26時のマスカレイド    | Churu Sama! ちゅるサマ!                                                                                   | – |
| 12. August 2019 – 18. August 2019 1 Woche | 1                                   | Endrecheri                                | Naralien                                                                                                  | – |
| 19. August 2019 – 25. August 2019 1 Woche (insgesamt 4) | 4                                   | Arashi 嵐                                 | 5×20 All the Best!! 1999–2019                                                                             | – |
| 26. August 2019 – 1. September 2019 1 Woche | 1                                   | Taemin テミン                             | Famous | – |
| 2. September 2019 – 8. September 2019 1 Woche | 1                                   | Eikichi Yazawa 矢沢永吉                   | Itsuka, sono hi ga Kuru hi made … いつか、その日が来る日まで...                                           | – |
| 9. September 2019 – 15. September 2019 1 Woche | 1                                   | Mariya Takeuchi 竹内まりや                | Turntable                                                                                                 | – |
| 16. September 2019 – 22. September 2019 1 Woche | 1                                   | Perfume                                   | “P³” – The Best                                                                                           | – |
| 23. September 2019 – 29. September 2019 1 Woche | 1                                   | Jaejoong ジェジュン                       | Love Covers                                                                                               | – |
| 30. September 2019 – 6. Oktober 2019 1 Woche | 1                                   | Seventeen                                 | An Ode: Seventeen Vol. 3                                                                                  | – |
| 7. Oktober 2019 – 13. Oktober 2019 1 Woche | 1                                   | Official Hige Dandism Official髭男dism    | Traveler                                                                                                  | – |
| 14. Oktober 2019 – 20. Oktober 2019 1 Woche | 1                                   | Tōhōshinki 東方神起                       | XV | Die römische XV steht für die 15-jährige Bandgeschichte des südkoreanischen Duos. In Japan bringen es die beiden mit dem Album auf 7 Nummer-eins-Platzierungen in Folge. |
| 21. Oktober 2019 – 27. Oktober 2019 1 Woche | 1                                   | Wanima                                    | Cominatcha!!                                                                                              | Nach 2018 landet die japanische Punkband zum zweiten Mal auf Platz 1. |
| 28. Oktober 2019 – 3. November 2019 1 Woche | 1                                   | Hey! Say! Jump                            | Parade | Im zehnten Jahr ist es das achte Topalbum der Boygroup aus Tokyo. |
| 4. November 2019 – 10. November 2019 1 Woche | 1                                   | Syu Kurusu (Hiro Shimono) 来栖翔 (下野紘) | Uta no Prince-sama: Solo Best Album: „Sweet Kiss“ うたの☆プリンスさまっ♪ソロベストアルバム 「Sweet Kiss」 | Syu Kurusu ist eine Figur aus dem Otome Game Uta no Prince-sama, ein Videospiel um eine Idolgruppe. Hiro Shimono leiht ihr die Stimme. Eine Reihe von Alben hatte es schon in die Charts gebracht, das Best-of der Soloauftritte von Syu Kurusu schaffte es als erstes auf Platz 1. |
| 11. November 2019 – 17. November 2019 1 Woche | 1                                   | Sheena Ringo 椎名林檎                     | Nyūton no Ringo ニュートンの林檎                                                                          | Die letzten Nummer-1-Platzierungen der vielseitigen Musikerin lagen im vorhergehenden Jahrzehnt, mit diesem Best-of-Album erreicht sie ihre 6. Spitzenposition. |
| 18. November 2019 – 24. November 2019 1 Woche | 1                                   | Twice                                     | &Twice | Auch mit ihrem zweiten japanischen Studioalbum nach BDZ (2018) erreicht die Girlgroup aus Südkorea Platz 1. Zum siebten Mal stehen sie in Japan an der Spitze. |
| 25. November 2019 – 1. Dezember 2019 1 Woche | 1                                   | Bad Ass Temple                            | Bad Ass Temple Funky Sounds                                                                               | Die fünfte Band aus dem Musikprojekt Hypnosis Mic: Division Rap Battle (inklusive Manga, Anime und Videospiel) kam erst 2019 dazu und brachte ihr Debüt gleich auf Position 1 der Charts.                                                                                           |
| 2. Dezember 2019 – 8. Dezember 2019 1 Woche | 1                                   | Uverworld                                 | Unser | Im zwölften Anlauf schafft es die Rockband aus Kusatsu schließlich an die Spitze, nachdem sie sich 7 Mal mit Platz 2 begnügen mussten. |
| 12. Dezember 2019 – 15. Dezember 2019 1 Woche | 1                                   | Ryo Nishikido 錦戸亮                      | Nomad | Nach vielen Erfolgen als Mitglied von News und Kanjani8 war der Sänger schon sehr erfolgreich und auch mit seinem ersten Soloalbum steht er wieder ganz vorne. |
| 16. Dezember 2019 – 22. Dezember 2019 1 Woche | 1                                   | (Verschiedene Interpreten)                | Fate Song Material                                                                                        | Das Album enthält Songs aus mehreren Animes, die nach der Fate-Serie von Spielehersteller Type-Moon entstanden sind. |
| 23. Dezember 2019 – 30. Dezember 2019 1 Woche | 1                                   | Buster Bros                               | Buster Bros!!! – Before the 2nd D.R.B.                                                                    | Nach den Neulingen Bad Ass Temple holt auch eine der ursprünglichen vier Gruppen des Musikprojekts Hypnosis Mic: Division Rap Battle die Spitzenposition. |
| 31. Dezember 2019 – 5. Januar 2020 1 Woche | 1                                   | Shingo Katori 香取慎吾                    | 20200101                                                                                                  | Nach dem Ende der Boygroup SMAP 2016 widmete sich der Sänger aus Yokohama anderen Projekten, bevor er sein musikalisches Solodebüt vorlegte. |